# Heilsches Abendgymnasium
Das Heilsche Abendgymnasium (auch Heilsche Abendschule, offizielle Bezeichnung Private Vorbereitungsanstalt des Dr. Heil) war ein Abendgymnasium in Berlin-Schöneberg.
An der Schule bildete sich in der NS-Zeit ein oppositioneller Diskussionskreis, dessen Mitglieder sich zum Teil an Widerstandsaktionen der sogenannten Roten Kapelle beteiligten. Acht Schüler des Heilschen Abendgymnasiums wurden vor dem Reichskriegsgericht angeklagt, vier von ihnen zum Tode verurteilt und in Plötzensee hingerichtet.

## Geschichte
Die private „staatlich anerkannte Vorbereitungsanstalt“ wurde von Wilhelm Heil 1913 gegründet. An ihr herrschte während der NS-Zeit – im Vergleich zu anderen Schulen in dieser Zeit – ein relativ offener Umgangston.
1939/40 entstand an der Schule ein Freundeskreis von Schülern, die kritisch gegenüber der NS-Herrschaft eingestellt waren. Mehrere davon beteiligten sich im Mai 1942 an einer nächtlichen Zettel-Klebe-Aktion gegen die NS-Propaganda-Ausstellung „Das Sowjetparadies“. Im Rahmen der Prozesse gegen Angehörige der Roten Kapelle wurden 1943 acht Schüler vor dem Reichskriegsgericht angeklagt. Vier von ihnen wurden zum Tode verurteilt und in Plötzensee hingerichtet, drei wurden zu Haftstrafen verurteilt, nur einer wurde freigesprochen.
Die Schule befand sich in der Augsburger Straße 60 (heute Fuggerstraße 35).
Bis wann die Schule bestand, ist nicht bekannt. In Telefonbüchern aus der Zeit nach Ende des Zweiten Weltkrieges wurde sie nicht mehr aufgeführt.
Im August 2023 wurde in dem Restaurant, das sich heute im Erdgeschoss des ehemaligen Gebäudes der Schule befindet, eine Gedenkwand für die acht vor dem Reichskriegsgericht angeklagten Schüler eingeweiht.

## Vor dem Reichskriegsgericht angeklagte Schüler
Folgende Schüler des Heilschen Abendgymnasiums waren vor dem Reichskriegsgericht angeklagt:
Zum Tode verurteilt und in Plötzensee ermordet
- Liane Berkowitz (geboren am 7. August 1923; Schulbesuch ab 1941; Todesurteil 18. Januar 1943; ermordet am 5. August 1943 in Plötzensee)
- Ursula Goetze (geboren am 29. März 1916; Schulbesuch ab 1938; Todesurteil 18. Januar 1943; ermordet am 5. August 1943 in Plötzensee)
- Friedrich Rehmer (geboren am 2. Juni 1921; Schulbesuch ab 1938; Abitur September 1942 extern an einem Berliner Gymnasium; Anschließend Hilfslehrer an der Schule; Todesurteil 18. Januar 1943; ermordet am 13. Mai 1943 in Plötzensee)
- Fritz Thiel (geboren am 17. August 1916; Schulbesuch ab 1939; Todesurteil 18. Januar 1943; ermordet am 13. Mai 1943 in Plötzensee)

Zu Haftstrafen verurteilt
- Otto Gollnow (geboren am 27. Juni 1923; Schulbesuch ab 1940; verurteilt vom Reichskriegsgericht zu 6 Jahren Zuchthaus am 18. Januar 1943; verschiedene Haftorte; gilt seit Sommer 1944 als vermisst)
- Eva Rittmeister (geboren am 5. Juli 1913; Schulbesuch ab 1939; Abitur Mitte März 1940; verurteilt zu drei Jahren Haft am 12. Februar 1943; gestorben 2004)
- André Richter, eigentlich Herbert Andreas Richter (geboren am 21. Juni 1921; Kurse an der Schule ab 2. April 1940; verurteilt zu drei Jahren Zuchthaus am 29. Juni 1943; Strafaussetzung zur Frontbewährung 1944; gefallen am 6. Februar 1945 in Küstrin)

Freigesprochen
- Helmut Marquart (geboren 1923; Freispruch durch das Reichskriegsgericht am 3. Juli 1943; anschließend Konzentrationslager; lebte nach 1945 in Ost-Berlin; gestorben 1994)